# 로렐라이 링클레이터
로렐라이 그레이스 링클레이터(Lorelei Grace Linklater, 1994년 5월 29일 ~ )은 미국의 배우이다. 2002년부터 2013년 8월까지 촬영된 영화 《보이후드》의 서맨사 역으로 잘 알려져 있으며, 이 작품은 2014년에 공개되었다.

## 출연 작품
- 2014년 보이후드 - 서맨사 에번스 역
- 2017년 우드쇼크 - 제니 역